# Észak-Amerika állatkertjeinek listája
Az alábbi lista Észak-Amerika állatkertjeit tartalmazza, országonként betűrendben:

## Amerikai Egyesült Államok

### Alabama
- Alabama Gulf Coast Zoo, Gulf Shores
- Birmingham Zoo, Birmingham
- Montgomery Zoo, Montgomery

### Alaszka
- Alaska Wildlife Conservation Center, Anchorage
- Alaska Zoo, Anchorage

### Arizona
- Arizona-Sonora Desert Museum, Tucson
- Cameron Zoo, Cameron
- Heritage Park Zoological Sanctuary, Prescott
- Ironwood Pig Sanctuary, Marana
- Keepers of the Wild, Valentine
- Navajo Nation Zoological and Botanical Park, Window Rock
- Out of Africa Wildlife Park, Camp Verde
- Phoenix Zoo, Phoenix
- Reid Park Zoo, Tucson
- Wildlife World Zoo, Litchfield Park

### Arkansas
- Arkansas Alligator Farm and Petting Zoo, Hot Springs
- Crossland Zoo, Crossett
- Little Rock Zoo, Little Rock
- Riddle's Elephant and Wildlife Sanctuary, Greenbrier
- Wild Wilderness Drive-Through Safari, Gentry

### Colorado
- Butterfly Pavilion, Westminster
- Cheyenne Mountain Zoo, Colorado Springs
- Colorado Gators Reptile Park, Mosca
- Denver Zoo, Denver
- Mission: Wolf, Westcliffe
- Nature and Raptor Center of Pueblo, Pueblo
- Pueblo Zoo, Pueblo
- The Wild Animal Sanctuary, Keenesburg
- Wolf Sanctuary, Bellvue

### Connecticut
- Beardsley Zoo, Bridgeport
- LEO Zoological Conservation Center, Greenwich

### Delaware
- 3 Palms Petting Zoo, Clayton
- Brandywine Zoo, Wilmington

### Dél-Dakota
- Bramble Park Zoo, Watertown
- Great Plains Zoo and Delbridge Museum, Sioux Falls
- Reptile Gardens, Rapid City

### Dél-Karolina
- Alligator Adventure, North Myrtle Beach
- Brookgreen Gardens, Murrells Inlet
- Center for Birds of Prey, Awendaw
- Charles Towne Landing, Charleston
- Greenville Zoo, Greenville megye
- HollyWild Animal Park, Inman
- Reptile Lagoon, Dillon
- Riverbanks Zoo, Columbia
- Waccatee Zoo, Myrtle Beach

### Észak-Karolina
- Aloha Safari Zoo, Cameron
- Carolina Raptor Center, Huntersville
- Carolina Tiger Rescue, Pittsboro
- Cold Blooded Encounters, Troutman
- Conservators' Center, Burlington
- Duke Lemur Center, Durham
- Greensboro Science Center, Greensboro
- Museum of Life and Science, Durham
- North Carolina Zoo, Asheboro
- Tregembo Animal Park, Wilmington
- Triangle Metro Zoo, Wake Forest (zárva)
- Western North Carolina Nature Center, Asheville

### Észak-Dakota
- Chahinkapa Zoo, Wahpeton
- Dakota Zoo, Bismarck
- Red River Zoo, Fargo
- Roosevelt Park Zoo, Minot

### Florida
- Brevard Zoo, Melbourne
- Busch Gardens Tampa, Tampa
- Butterfly World, Coconut Creek
- Center for Great Apes, Wauchula
- Central Florida Zoo and Botanical Gardens, Sanford
- Dade City's Wild Things, Dade City
- Disney's Animal Kingdom, Lake Buena Vista
- Flamingo Gardens, Fort Lauderdale
- Gatorland, Orlando
- Gulf Breeze Zoo, Gulf Breeze
- Jacksonville Zoo and Gardens, Jacksonville
- Jungle Island, Miami
- Key West Butterfly and Nature Conservatory, Key West
- Lion Country Safari, Loxahatchee
- Lowry Park Zoo, Tampa
- Naples Zoo, Naples
- Palm Beach Zoo, West Palm Beach
- Reptile World Serpentarium, St. Cloud
- St. Augustine Alligator Farm Zoological Park, St. Augustine Beach
- Santa Fe College Teaching Zoo, Gainesville
- Suncoast Primate Sanctuary, Palm Harbor
- Tallahassee Museum, Tallahassee
- White Oak Plantation, Jacksonville
- Zoo Miami (Miami-Dade Zoological Park and Gardens), Miami
- Zoological Wildlife Foundation, Miami
- ZooWorld, Panama City Beach

### Georgia
- Chehaw Park, Albany
- Dewar Wildlife Trust, Morganton
- North Georgia Zoo and Petting Farm, Cleveland
- Oatland Island Wildlife Center of Savannah, Savannah
- Pine Mountain Wild Animal Safari, Pine Mountain
- Wild Adventures, Valdosta
- Zoo Atlanta, Atlanta

### Hawaii
- Honolulu Zoo, Honolulu
- Pana'ewa Rainforest Zoo, Hilo

### Idaho
- Pocatello Zoo, Pocatello
- Tautphaus Park Zoo, Idaho Falls
- Zoo Boise, Boise

### Illinois
- Brookfield Zoo, Brookfield
- Cosley Zoo, Wheaton
- Henson Robinson Zoo, Springfield
- Indian Boundary Park Zoo, Chicago (zárva)
- Lincoln Park Zoo, Chicago
- Miller Park Zoo, Bloomington
- Niabi Zoo, Coal Valley
- Peoria Zoo, Peoria
- Phillips Park Zoo, Aurora
- Santa's Village AZoosment Park, Dundee
- Scovill Zoo, Decatur
- Serpent Safari, Gurnee

### Indiana
- Black Pine Animal Sanctuary, Albion
- Columbian Park Zoo, Lafayette
- Fort Wayne Children's Zoo, Fort Wayne
- Indianapolis Zoo, Indianapolis
- Maple Lane Wildlife Farm, Topeka
- Mesker Park Zoo, Evansville
- ME's Zoo, Parker City (zárva)
- Potawatomi Zoo, South Bend
- Stapp's Circle S Ranch, Greensburg
- Washington Park Zoo, Michigan City
- Wolf Park, Battle Ground

### Iowa
- Blank Park Zoo, Des Moines
- Storybook Hill Children's Zoo, Dubuque

### Kalifornia
- California Academy of Sciences, San Francisco
- California Living Museum, Bakersfield
- Charles Paddock Zoo, Atascadero
- CuriOdyssey, San Mateo
- Folsom City Zoo Sanctuary, Folsom
- Fresno Chaffee Zoo, Fresno
- Gay's Lion Farm, El Monte (zárva)
- Happy Hollow Park & Zoo, San Jose
- Jungleland USA, Thousand Oaks (zárva)
- Living Coast Discovery Center, Chula Vista
- Living Desert Zoo and Gardens, Palm Desert
- Los Angeles Zoo, Los Angeles
- Marine World/Africa USA, Redwood Shores (zárva)
- Micke Grove Zoo, Lodi
- Moonridge Animal Park, Big Bear Lake
- Oakland Zoo, Oakland
- Orange County Zoo, Orange
- Sacramento Zoo, Sacramento
- Safari West, Sonoma County
- San Diego Zoo, San Diego
- San Diego Zoo Safari Park, Escondido
- San Francisco Zoo, San Francisco
- Santa Ana Zoo, Santa Ana
- Santa Barbara Zoo, Santa Barbara
- Sequoia Park Zoo, Eureka
- Shambala Preserve, Acton
- Wildlife WayStation, Los Angeles County

### Kansas
- Great Bend Zoo, Great Bend
- Cedar Cove Feline Conservatory & Sanctuary, Louisburg
- Clay Center Zoo, Clay Center
- David Traylor Zoo of Emporia, Emporia
- Eagle Valley Raptor Center, Garden Plain
- Hedrick's Exotic Animal Farm, Nickerson
- Hutchinson Zoo, Hutchinson
- Insect Zoo at Kansas State, Manhattan
- Lee Richardson Zoo, Garden City
- Prairie Park Nature Center, Lawrence
- Ralph Mitchell Zoo, Independence
- Rolling Hills Wildlife Adventure, Salina
- Safari Zoological Park, Caney
- Sedgwick County Zoo, Wichita
- Sunset Zoo, Manhattan
- Tanganyika Wildlife Park, Goddard
- Topeka Zoo, Topeka
- Wright Park Zoo, Dodge City

### Kentucky
- Kentucky Down Under, Horse Cave
- Kentucky Reptile Zoo, Slade
- Louisville Zoo, Louisville
- Senning's Park, Louisville (zárva)

### Louisiana
- Alexandria Zoological Park, Alexandria
- Audubon Insectarium, New Orleans
- Audubon Zoo, New Orleans
- Baton Rouge Zoo, Baton Rouge
- Global Wildlife Center, Folsom
- High Delta Safari Park, Delhi
- Louisiana Purchase Gardens and Zoo, Monroe
- Zoo of Acadiana, Lafayette

### Maine
- York's Wild Kingdom, York Beach

### Maryland
- Catoctin Wildlife Preserve and Zoo, Thurmont
- The Maryland Zoo in Baltimore, Baltimore
- Plumpton Park Zoo, Rising Sun
- Salisbury Zoo, Salisbury
- Tristate Zoological Park, Cumberland

### Massachusetts
- Animal Adventures, Bolton
- Barnum's Aquarial Gardens, Boston
- Berkshire Museum, Pittsfield
- Boston Aquarial and Zoological Gardens, Boston
- The Butterfly Place, Westford
- Buttonwood Park Zoo, New Bedford
- Capron Park Zoo, Attleboro
- Drumlin Farm, Lincoln
- Franklin Park Zoo, Boston
- Lupa Zoo, Ludlow
- Museum of Science, Boston
- Southwick's Zoo, Mendon
- Stone Zoo, Stoneham
- Wolf Hollow, Ipswich
- The Zoo in Forest Park, Springfield
- ZooQuarium, West Yarmouth

### Michigan
- Belle Isle Nature Zoo, Detroit
- Belle Isle Zoo, Detroit (zárva)
- Binder Park Zoo, Battle Creek
- Children's Zoo at Celebration Square, Saginaw
- Clinch Park Zoo, Traverse City (zárva)
- Detroit Zoo, Detroit
- DeYoung Family Zoo, Wallace (Upper Peninsula)
- Garlyn Zoo, Mackinac County (Upper Peninsula)
- John Ball Zoological Garden, Grand Rapids
- Potter Park Zoo, Lansing

### Minnesota
- Como Park Zoo and Conservatory, Saint Paul
- Hemker Park & Zoo, Freeport
- Lake Superior Zoo, Duluth
- Minnesota Zoo, Apple Valley
- Pine Grove Zoo, Little Falls
- Reptile And Amphibian Discovery Zoo, Owatonna
- Zollman Zoo, Byron (a városhoz közel)

### Mississippi
- Collins Zoo, Collins
- Hattiesburg Zoo, Hattiesburg
- Jackson Zoo, Jackson
- Tupelo Buffalo Park and Zoo, Tupelo

### Missouri
- Dickerson Park Zoo, Springfield
- Endangered Wolf Center, Tyson Research Center
- Grant's Farm, St. Louis
- Kansas City Zoo, Kansas City
- Monsanto Insectarium, St. Louis
- Promised Land Zoo, Eagle Rock
- Saint Louis Zoo, St. Louis
- Wonders of Wildlife Museum & Aquarium, Springfield
- World Bird Sanctuary, Valley Park

### Montana
- Beartooth Nature Center, Red Lodge (a városhoz közel)
- Grizzly & Wolf Discovery Center, West Yellowstone
- Montana Grizzly Encounter, Bozeman
- Raptors of the Rockies, Bitterroot Mountains
- The Wolf Keep, Missoula (a városon kívül)
- ZooMontana, Billings

### Nebraska
- Henry Doorly Zoo and Aquarium, Omaha
- Lincoln Children's Zoo, Lincoln
- Pioneers Park Nature Center, Lincoln
- Riverside Park and Zoo, Scottsbluff

### Nevada
- Roos-n-More Zoo, Moapa
- Sierra Safari Zoo, Reno (a várostól északra)
- Southern Nevada Zoological-Botanical Park (Las Vegas Zoo), Las Vegas (zárva)

### New Hampshire
- Charmingfare Farm, Candia
- Squam Lakes Natural Science Center, Holderness

### New Jersey
- Animal Kingdom Zoo, Bordentown
- Bergen County Zoological Park, Paramus
- Cape May County Park & Zoo, Cape May Court House
- Cohanzick Zoo, Bridgeton
- Popcorn Park Zoo, Forked River
- Six Flags Great Adventure, Jackson
- Space Farms Zoo and Museum, Beemerville
- Turtle Back Zoo, West Orange

### New York
- Adirondack Animal Land, Gloversville
- Bear Mountain State Park, Stony Point
- Binghamton Zoo at Ross Park, Binghamton
- Bronx Zoo, The Bronx
- Buffalo Zoo, Buffalo
- Catskill Game Farm (zárva), Catskill
- Central Park Zoo, Manhattan
- Fort Rickey Discovery Zoo, Rome
- Long Island Game Farm, Manorville
- New York State Living Museum, Watertown
- Prospect Park Zoo, Brooklyn
- Queens Zoo, Queens
- Rosamond Gifford Zoo, Syracuse
- Seneca Park Zoo, Rochester
- Staten Island Zoo, Staten Island
- Trevor Zoo, Millbrook
- Utica Zoo, Utica

### Nyugat-Virginia
- Good Zoo, Wheeling
- Perry Wildlife Zoo, Wardensville (zárva)
- West Virginia State Wildlife Center, French Creek
- West Virginia Zoo, Kingwood

### Ohio
- African Safari Wildlife Park, Port Clinton
- Akron Zoo, Akron
- Bird Nerds Rescue and Sanctuary, East Canton
- Boonshoft Museum of Discovery, Dayton
- Cincinnati Zoo and Botanical Garden, Cincinnati
- Cleveland Metroparks Zoo, Cleveland
- Columbus Zoo and Aquarium, Columbus
- The Farm at Walnut Creek, Walnut Creek
- Horsefeathers Farm, Clarksville
- Kalahari Resorts, Sandusky megye
- Lagoon Deer Park, Sandusky megye
- Noah's Lost Ark Animal Sanctuary, Berlin Center
- Toledo Zoo, Toledo
- Wagon Trails Animal Park, Vienna
- The Wilds, Cumberland

### Oklahoma
- G.W. Exotic Animal Foundation, Wynnewood
- Little River Zoo, Norman (zárva)
- Oklahoma City Zoo and Botanical Garden, Oklahoma City
- Tulsa Zoo and Living Museum, Tulsa

### Oregon
- Cascades Raptor Center, Eugene
- Great Cats World Park, Cave Junction
- Hart's Reptile World, Canby
- Oregon Zoo, Portland
- West Coast Game Park Safari, Bandon (Oregon)Bandon
- Wildlife Safari, Winston

### Pennsylvania
- Animaland Zoological Park, Wellsboro
- Claws-n-Paws Wild Animal Park, Lake Ariel
- Clyde Peeling's Reptiland, Allenwood
- Elmwood Park Zoo, Norristown
- Erie Zoo, Erie
- Insectarium, Philadelphia
- Lake Tobias Wildlife Park, Halifax
- Lehigh Valley Zoo, Schnecksville
- Living Treasures Wild Animal Park, New Castle
- National Aviary, Pittsburgh
- Philadelphia Zoo, Philadelphia
- Pittsburgh Zoo & PPG Aquarium, Highland Park
- T & D's Cats of the World Wild Animal Refuge, Penns Creek
- Trexler Nature Preserve, Schnecksville
- Wolf Sanctuary of Pennsylvania, Lititz
- ZooAmerica, Hershey

### Rhode Island
- Roger Williams Park Zoo, Providence
- Slater Park Zoo, Pawtucket

### Tennessee
- Chattanooga Zoo at Warner Park, Chattanooga
- The Elephant Sanctuary, Hohenwald
- Knoxville Zoo, Knoxville
- Memphis Zoo, Memphis
- Nashville Zoo at Grassmere, Nashville

### Texas
- Abilene Zoological Gardens, Abilene
- Amarillo Zoo, Amarillo
- Austin Zoo, Austin
- Bear Creek Pioneers Park Wildlife Habitat/Aviary, Houston
- Caldwell Zoo, Tyler
- Cameron Park Zoo, Waco
- Capital of Texas Zoo, Cedar Creek
- Dallas Zoo, Dallas
- El Paso Zoo, El Paso
- Ellen Trout Zoo, Lufkin
- Fort Worth Zoo, Fort Worth
- Fossil Rim Wildlife Center, Glen Rose
- Frank Buck Zoo, Gainesville
- Gladys Porter Zoo, Brownsville
- Houston Zoo, Houston
- International Exotic Animal Sanctuary, Boyd
- Moody Gardens, Galveston megye
- Natural Bridge Wildlife Ranch, New Braunfels
- San Antonio Zoo and Aquarium, San Antonio
- Sharkarosa Wildlife Ranch, Pilot Point
- Texas Reptile Zoo, Bastrop
- The Texas Zoo, Victoria
- Tiger Creek Wildlife Refuge, Tyler

### Új-Mexikó
- Alameda Park Zoo, Alamogordo
- Albuquerque Biological Park, Albuquerque
- American International Rattlesnake Museum, Albuquerque
- Hillcrest Park and Zoo, Clovis
- Living Desert Zoo and Gardens State Park, Carlsbad
- Rio Grande Zoo, Albuquerque
- Spring River Zoo, Roswell
- Wild Spirit Wolf Sanctuary, Candy Kitchen
- Wildlife West Nature Park, Edgewood

### Utah
- Hogle Zoo, Salt Lake City
- Tracy Aviary, Salt Lake City
- Wild Kingdom Train Zoo at Lagoon Amusement Park, Farmington
- Willow Park Zoo, Logan

### Vermont
- ECHO Lake Aquarium and Science Center, Burlington
- Vermont Institute of Natural Science Raptor Center, Quechee

### Virginia
- Bear Path Acres, Franklin
- Bluebird Gap Farm, Hampton
- Busch Gardens Williamsburg, Williamsburg
- Creation Kingdom Zoo, Gate City
- Leesburg Animal Park, Leesburg
- Luray Zoo, Luray
- Metro Richmond Zoo, Richmond
- Mill Mountain Zoo, Roanoke
- Natural Bridge Zoo, Natural Bridge
- Peninsula SPCA Exotic Sanctuary and Petting Zoo, Newport News
- Reston Zoo, Reston
- Virginia Safari Park, Natural Bridge
- Virginia Zoological Park, Norfolk
- Wilson's Wild Animal Park, Winchester

### Washington
- Cat Tales Zoological Park, Spokane
- Cougar Mountain Zoo, Issaquah
- Northwest Trek Wildlife Park, Eatonville
- Olympic Game Farm, Sequim
- Point Defiance Zoo & Aquarium, Tacoma
- Woodland Park Zoo, Seattle

### Washington, D.C.
- National Zoological Park, Washington, D.C.

### Wisconsin
- Animal Haven Zoo, Weyauwega
- Bay Beach Wildlife Sanctuary, Green Bay
- Bear Den Zoo, Waterford
- Henry Vilas Zoo, Madison
- International Crane Foundation, Baraboo
- Irvine Park Zoo, Chippewa Falls
- Jo-Don Farms Incorporated, Franksville
- Lincoln Park Zoo, Manitowoc
- Menominee Park Zoo, Oshkosh
- Milwaukee County Zoo, Milwaukee
- Northeastern Wisconsin Zoo (NEW Zoo), Green Bay
- Ochsner Zoo, Baraboo
- Racine Zoo, Racine
- Special Memories Zoo, Greenville
- Timbavati Wildlife Park, Wisconsin Dells
- Wilderness Walk, Hayward
- Wildwood Wildlife Park, Minocqua
- Wildwood Zoo, Marshfield
- Wisconsin Deer Park, Wisconsin Dells
- Wisconsin Rapids Municipal Zoo, Wisconsin Rapids

### Wyoming
- Kindness Ranch Animal Sanctuary, Hartville

## Belize
- Belize Zoo

## Bermuda
- Bermuda Aquarium, Museum and Zoo

## Costa Rica
- Africa Mia
- The Ara Project, Alajuela
- Arenal Eco Zoo, El Castillo, Alajuela
- Centro de Conservación de Santa Ana
- Instituto Clodomiro Picado
- Jardin de las Mariposas
- La Marina Animal Rescue Center
- La Paz Waterfall Gardens
- Las Pumas Cat Zoo
- Mundo de los Insectos
- Monkey Park
- Parque Viborana
- Parque Zoológico Nacional Simón Bolívar
- Ranarium, Monteverde
- Reptilandia
- SnakeTour Serpentarium
- Spirogyra Jardin de Mariposas
- Tropical Frog Garden
- World of Snakes
- Zoo Ave - La Garita, Alajuela

## Dominikai Köztársaság
- Parque Zoológico Nacional, Santo Domingo de Guzman
- Parque Zoológio de Moca

## Guatemala
- Auto Safari Chapin
- La Aurora Zoo

## Kanada

### Alberta
- Calgary Zoo, Calgary
- Inglewood Bird Sanctuary & Nature Centre, Calgary
- Edmonton Valley Zoo, Edmonton

### Brit Columbia
- British Columbia Wildlife Park, Kamloops
- Greater Vancouver Zoo, Aldergrove
- Okanagan Game Farm, Kaleden
- Stanley Park Zoo, Stanley Park (zárva)
- Victoria Bug Zoo, Victoria
- Victoria Butterfly Gardens, Brentwood Bay

### Manitoba
- Assiniboine Park Zoo, Winnipeg
- Thompson Zoo, Thompson

### Új-Brunswick
- Cherry Brook Zoo, Saint John
- Magnetic Hill Zoo, Moncton

### Új-Skócia
- Maritime Reptile Zoo, Dartmouth (zárva)
- Oaklawn Farm Zoo, Aylesford
- Shubenacadie Wildlife Park, Shubenacadie
- Upper Clements Wildlife Park, Upper Clements (zárva)

### Ontario
- African Lion Safari & Game Farm, Hamilton
- Bird Kingdom, Niagara Falls
- Bowmanville Zoo, Bowmanville
- Elmvale Jungle Zoo, Elmvale
- High Park Zoo, Toronto
- Jungle Cat World, Orono
- Oshawa Zoo, Oshawa
- Papanack Park Zoo, Wendover
- Riverdale Farm, Toronto
- Riverview Park & Zoo, Peterborough
- Saunders Country Critters, Kemptville
- Toronto Zoo, Toronto

### Québec
- Granby Zoo, Granby
- Jardin Zoologique du Québec, Quebec City (zárva)
- Montreal Biodome, Montréal
- Montreal Insectarium, Montréal
- Parc Safari, Hemmingford
- Zoo Sauvage de St-Félicien, Saint-Félicien

### Saskatchewan
- Forestry Farm Park and Zoo, Saskatoon

## Kuba
- Zoológico de La Habana

## Mexikó
- Africam Safari, Puebla
- Chapultepec Zoo, Mexico City
- Guadalajara Zoo, Guadalajara, Jalisco
- Parque de Aragón Zoo, Mexico City
- Parque Loro, Puebla
- Zoo León, León, Guanajuato
- Zoofari, Cuernavaca, Morelos
- Zoológico Benito Juárez, Morelia, Michoacán
- Zoológico Los Coyotes, Mexico City
- Zoológico Zacango, Toluca, México
- ZOOMAT, Tuxtla Gutiérrez, Chiapas

## Panama
- Parque Municipal Summit, Panamaváros

## Puerto Rico
- Dr. Juan A. Rivero Zoo, Mayagüez